# Парчев (гмина)
Гмина Парчев (пол. Gmina Parczew)  —  гмина (волость) в Польше, входит как административная единица в Парчевский повет,  Люблинское воеводство. Население — 14 985 человек (на 2004 год).

## Соседние гмины
1. Гмина Дембова-Клода
2. Гмина Яблонь
3. Гмина Милянув
4. Гмина Недзвяда
5. Гмина Острув-Любельски
6. Гмина Семень
7. Гмина Усцимув